# 国际数据隐私日
每年的1月28日是國際資料隱私日（Data Privacy Day，在歐洲稱為“數據保護日”（Data Protection Day）），提升對隱私和數據的保護。該節日為美國、加拿大、以色列以及47個歐洲國家的正式節日。

## 历史
数据保护日的设立是为了纪念1981年1月28日签署的《关于个人数据自动处理的保护公约》（Convention for the Protection of Individuals with regard to Automatic Processing of Personal Data），这是首份具有法律约束力的隐私和数据保护国际条约。该条约由欧洲委员会（Council of Europe）制定，旨在保护个人在自动处理个人数据时的权利和自由，以及促进个人数据在欧洲范围内的自由流动。该条约已经被47个欧洲国家以及其他非欧洲国家如阿根廷、突尼斯、摩洛哥等签署或批准。

## 意义
数据保护日的目的是提升公众对隐私和数据保护的意识，鼓励人们关注自己的在线个人信息安全，以及了解自己在处理个人数据时的基本权利和责任。数据保护日也是一个促进各方对话和合作的平台，包括政府、监管机构、企业、民间社会、学术界和媒体等。通过数据保护日，各方可以分享最佳实践、创新方案、教育资源和倡导活动，以提高数据保护水平和信任度。

## 外部連結
- Online Trust Alliance Data Privacy & Protection website. Online Trust Alliance（页面存档备份，存于）
- Stay Safe Online website.
- DATA PRIVACY DAY and THE INTERNET PANOPTICON – Studies Says Webcam Users Under Serious Threat
- Convention 108 of data protection（页面存档备份，存于）